# NGC 3733
NGC 3733 је спирална галаксија у сазвежђу Велики медвед која се налази на NGC листи објеката дубоког неба.
Деклинација објекта је + 54° 51' 1" а ректасцензија 11h 35m 1,7s. Привидна величина (магнитуда) објекта NGC 3733 износи 11,8 а фотографска магнитуда 12,5. Налази се на удаљености од 25,631 милиона парсека од Сунца. NGC 3733 је још познат и под ознакама UGC 6554, MCG 9-19-123, CGCG 268-55, VV 459, near SAO 28064, PGC 35797.